# 福西基
福西 基（ふくにし もとい、1910年〈明治43年〉3月25日 - 2020年〈令和2年〉8月22日）は、日本の教育者、スーパーセンテナリアン。茨城県下妻市に在住していた長寿の男性。日本国内最高齢男性であった白井庄次郎が2020年8月11日に死去して以来、11日間日本国内最高齢男性となっていた。

## 来歴
1910年3月25日、茨城県結城郡宗道村（現在の下妻市宗道）で生まれる。
旧制中学校時代にアメリカ人宣教師・ビンフォルド夫妻と出会い、1927年に下妻基督友会員（キリスト教のフレンド派）となる。
茨城県立下妻中学校を経て茨城県師範学校卒業後、真壁郡村田尋常高等小学校に赴任。その後、下妻市立豊加美小学校長、総上中学校長、上妻小学校長、騰波ノ江中学校長、岡田小学校長、飯沼小学校長を歴任。小中学校の教員として39年間働き、退職後は妻が務めていた下妻市の下妻小友幼稚園の園長を引き継ぎ、105歳まで務めた。
1988年、勲五等双光旭日章を受章。日本の勲章受章者としては最も長生きしたとされる。
2020年3月、茨城県内最高齢の男性となっていたが、食欲がなくなり2020年7月下旬に入院していた。同年8月11日に白井庄次郎の死去にともない、日本国内最高齢男性となった。
甘い食べ物が好きで、5月ごろまでは好物のまんじゅうを笑顔でほおばっていた。
2020年8月22日、下妻市内の病院で老衰のため死去した。110歳150日没。日本国内最高齢男性であった期間は11日間だった。叙正六位。
厚生労働省の発表によると、福西の死去にともない、奈良県奈良市在住の上田幹藏が日本国内最高齢男性となった。